# Čelčice
Čelčice är en ort i Tjeckien.   Den ligger i regionen Olomouc, i den östra delen av landet, 210 km öster om huvudstaden Prag. Čelčice ligger 209 meter över havet och antalet invånare är 570.
Terrängen runt Čelčice är platt. Runt Čelčice är det ganska tätbefolkat, med 160 invånare per kvadratkilometer. Närmaste större samhälle är Prostějov, 8,9 km nordväst om Čelčice. Trakten runt Čelčice består till största delen av jordbruksmark.